# Karl Svensson
Karl Svensson [kaː(r)l 'svɛnsɔn]; (ur. 21 marca 1984 w Jönköping) – piłkarz szwedzki grający na pozycji środkowego obrońcy.

## Kariera klubowa
Svensson pochodzi z miasta Jönköping. Jego pierwszym klubem w karierze był tamtejszy Jönköpings Södra IF, w którym w 2001 roku zaczął występować w rozgrywkach 3. ligi szwedzkiej. Pomimo młodego wieku został mianowany kapitanem drużyny. W 2003 roku 19-letni wówczas Karl przeszedł do pierwszoligowego IFK Göteborg, jednego z najbardziej utytułowanych klubów w kraju. Pierwszy sezon w IFK nie był zbyt udany, gdyż klub zajął 7. miejsce w lidze, ale już w 2004 roku Svensson z klubem zakończył rok na 3. pozycji. W 2005 roku IFK ze Karlem był bliski zdobycia mistrzostwa Szwecji, ale ostatecznie zajął 2. miejsce za Djurgårdens IF. Pierwszą część roku 2006 Svensson także rozpoczął w IFK, ale w połowie odszedł z klubu.
Jeszcze 26 maja Svensson podpisał 3-letni kontrakt ze szkockim Rangers F.C., który zapłacił za niego 600 tysięcy funtów. W Scottish Premier League Szwed zadebiutował 30 lipca w wygranym 2:1 wyjazdowym meczu z Motherwell F.C. Wystąpił w rozgrywkach Pucharu UEFA, a w lidze rozgrywając 21 meczów przyczynił się do wywalczenia przez Rangers wicemistrzostwa Szkocji.
W latach 2007–2008 grał w barwach SM Caen, gdzie został sprzedany latem 2007, od 19 stycznia 2009 w IFK Göteborg, z którym podpisał czteroletni kontrakt. W 2012 roku wrócił do Jönköpings Södra.
| Sezon   | Klub                | Kraj    | Rozgrywki               | Mecze | Bramki |
| ------- | ------------------- | ------- | ----------------------- | ----- | ------ |
| 2001    | Jönköpings Södra IF | Szwecja | 3. liga                 | 16    | 2      |
| 2002    | Jönköpings Södra IF | Szwecja | 3. liga                 | 20    | 5      |
| 2003    | IFK Göteborg        | Szwecja | Allsvenskan             | 13    | 0      |
| 2004    | IFK Göteborg        | Szwecja | Allsvenskan             | 17    | 1      |
| 2005    | IFK Göteborg        | Szwecja | Allsvenskan             | 16    | 1      |
| 2006    | IFK Göteborg        | Szwecja | Allsvenskan             | 9     | 3      |
| 2006/07 | Rangers F.C.        | Szkocja | Scottish Premier League | 21    | 0      |
| 2007/08 | SM Caen             | Francja | Ligue 1                 | 6     | 0      |
| 2008/09 | SM Caen             | Francja | Ligue 1                 | 1     | 0      |
| 2009    | IFK Göteborg        | Szwecja | Allsvenskan             | 3     | 0      |
| 2010    | IFK Göteborg        | Szwecja | Allsvenskan             | 5     | 0      |
| 2011    | IFK Göteborg        | Szwecja | Allsvenskan             | 18    | 0      |
| 2012    | Jönköpings Södra IF | Szwecja | Superettan              | 13    | 0      |
| 2013    | Jönköpings Södra IF | Szwecja | Superettan              | 22    | 0      |
| 2014    | Jönköpings Södra IF | Szwecja | Superettan              | 18    | 0      |

## Kariera reprezentacyjna
Svensson występował w młodzieżowej reprezentacji Szwecji U-21. W pierwszej reprezentacji zadebiutował 18 stycznia 2006 roku w zremisowanym 1:1 towarzyskim meczu z Arabią Saudyjską. Został też powołany do kadry na Mistrzostwa Świata w Niemczech, na których był tylko rezerwowym i nie rozegrał żadnego meczu, a Szwecja dotarła do 1/8finału tego turnieju. Obecnie rywalizuje o miejsce w składzie w kwalifikacjach do Euro 2008.